# 枚方市立開成小学校
枚方市立開成小学校（ひらかたしりつ かいせいしょうがっこう）は、大阪府枚方市香里ヶ丘二丁目にある公立小学校。 
校区に大規模団地が建設されたことにより、1959年に開校した。

## 沿革
- 1959年4月10日 - 枚方市立開成小学校として開校。
- 1962年2月7日 - 養護学級設置。
- 1966年4月1日 - 従来の校区の一部を、新設の枚方市立春日小学校校区へ分離。
- 1969年4月1日 - 従来の校区の一部を、新設の枚方市立山之上小学校校区へ分離。

## 通学区域
- 枚方市 香里ヶ丘1丁目・2丁目、香里ヶ丘3丁目（一部）、香里ヶ丘4丁目（一部）、茄子作北町（一部）。

卒業生は基本的に枚方市立第四中学校に進学する。

## 交通
- 京阪バス 開成小学校前バス停。
- 京阪交野線 村野駅 南西へ約1.8km。
- 京阪交野線 郡津駅 西へ約2.1km。
- 京阪本線 香里園駅 北東へ約2.9km。
- 京阪本線 光善寺駅 南東へ約2.9km。